# Paul Karrer
Paul Karrer, född i Moskva den 21 april 1889, död i Zürich den 18 juni 1971, var en schweizisk kemist. 

## Biografi
Karrer blev professor i Zürich 1919. Han upptäckte tillsammans med Paul Ehrlich de viktiga preparaten silver- och kopparsalvarsan, och gjorde senare en rad betydelsefulla insatser inom den organiska kemin, särskilt rörande kolhydrater och karotinoider samt inom vitaminforskningen. Karrer har utgett Lehrbuch der organischen Chemie.
År 1937 erhöll han Nobelpriset i kemi "för sina undersökningar av karotenider, flaviner och vitaminerna A och B2". Han delade priset med Walter Norman Haworth.
Karrer invaldes 1942 som utländsk ledamot nummer 808 av Kungliga Vetenskapsakademien.